# Tappy
Tappi Iwase, melhor conhecido como TAPPY, é um compositor, músico e membro do KONAMI KuKeiHa CLUB. Ele é melhor conhecido por seus numerosos trabalhos em jogos eletrônicos da Konami.

## Trabalhos
- Metal Gear Solid (1998) - Tema principal
- Policenauts (1994)
- Lethal Enforcers (somente na versão para Sega CD) (1993)
- Contra III: The Alien Wars (1992)
- Genso Suikoden II (1998)